# Piščena Veliki
Koordinati:   43°28′25″N, 16°10′27″E
Piščena Veliki je majhen nenaseljen otoček v Jadranskem morju. Pripada Hrvaški.
Otoček leži med otokoma Čiovo in Drvenik Veli. Površina otočka meri 0,026 km². Dolžina obalnega pasu je 0,77 km.